# Cătălin Buta
Pour les articles homonymes, voir Buta (homonymie).
Cătălin Buta, né le 12 mai 2003 à Făgăraș, est un coureur cycliste roumain. Il évolue au sein de l'équipe Sofer-Savini Due-OMZ.

## Biographie
En 2022, Cătălin Buta intègre l'équipe continentale Sofer-Savini Due-OMZ. Durant cette saison, il finit deuxième du championnat de Roumanie de cyclo-cross et quatrième de son championnat national sur route chez les espoirs. L'année suivante, il se distingue avec la sélection nationale roumaine en terminant troisième de la course en ligne des Jeux de la Francophonie, à Kinshasa,.

## Palmarès et résultats

### Par année
- 2022
  - 3e du championnat de Roumanie de cyclo-cross espoirs
- 2023
  -  Médaillé de bronze de la course en ligne des Jeux de la Francophonie
- 2025
  -  Champion de Roumanie sur route espoirs
  - 2e du championnat de Roumanie du contre-la-montre espoirs

### Classements mondiaux
| Année                                 | 2022  | 2023  |
| ------------------------------------- | ----- | ----- |
| Classement mondial                    | 1749e | 2906e |
| UCI Europe Tour                       | 1146e | nc    |
|                                       |       |       |
| Légende : nc = non classéSource : UCI |       |       |